# هیلی اسکاروپا
هیلی اسکاروپا (انگلیسی: Haley Skarupa؛ زادهٔ ۳ ژانویهٔ ۱۹۹۴) بازیکن هاکی روی یخ اهل ایالات متحده آمریکا است.